# The Face on the Bar Room Floor (film din 1914)
Charlot pictor (în engleză The Face on the Bar Room Floor) este un film american de comedie din 1914 produs de Mack Sennett și regizat de Charlie Chaplin. Este bazat pe poezia The Face on the Barroom Floor de Hugh Antoine d'Arcy. În alte roluri interpretează actorii Cecile Arnold, Fritz Schade, Vivian Edwards, Chester Conklin, Harry McCoy, Hank Mann și Wallace MacDonald. A fost produs la Keystone Studios și distribuit de Mutual Film.

## Distribuție
- Charles Chaplin - Artist/Tramp
- Cecile Arnold - Madeleine
- Fritz Schade - Drinker
- Vivian Edwards - Model
- Chester Conklin - Drinker
- Harry McCoy - Drinker
- Hank Mann - Drinker
- Wallace MacDonald - Drinker